# کلارستاق

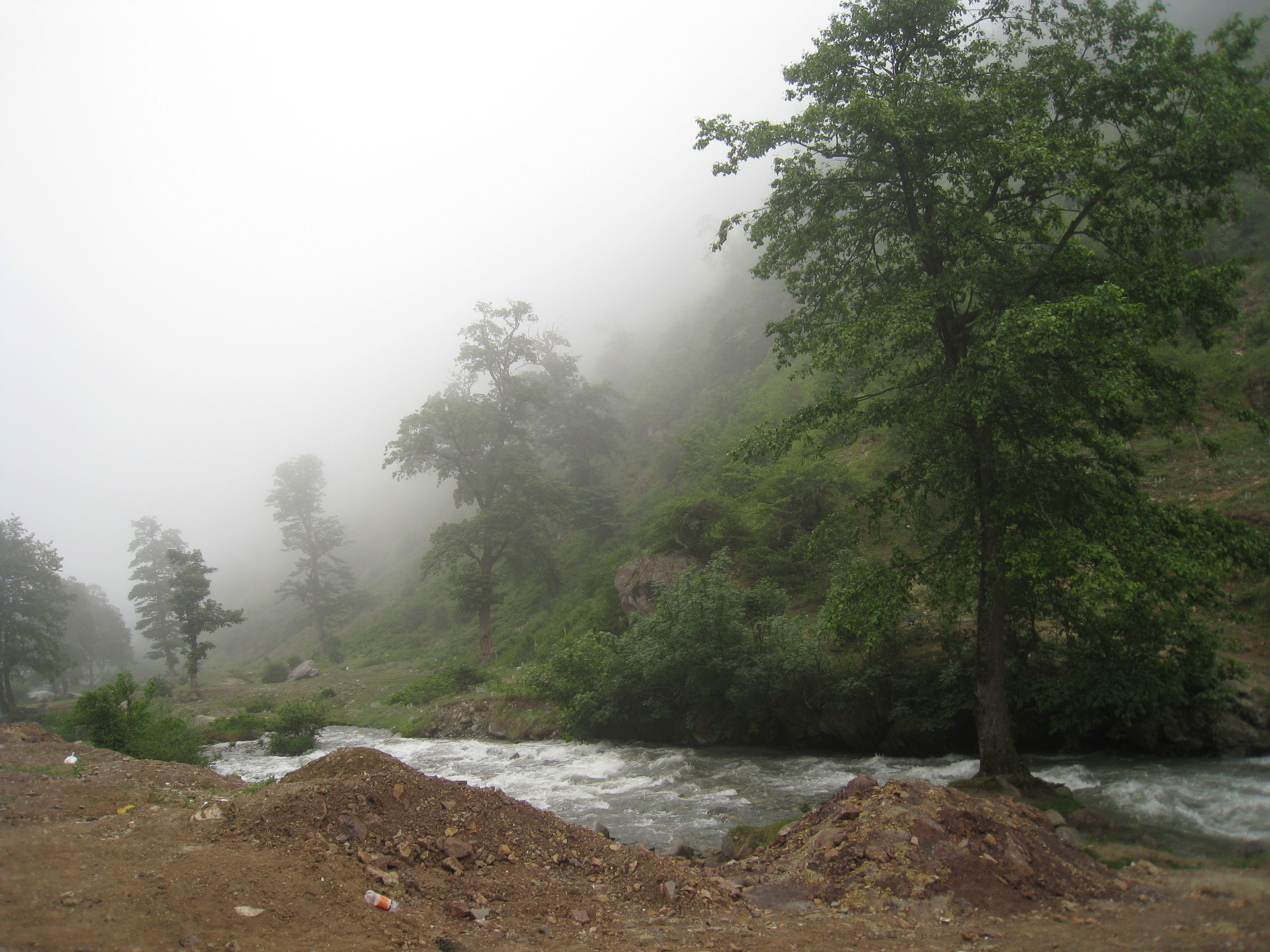
طبیعت کلارستاق

کلارستاق منطقه ای دهستانی ساحلی و کوهستانی در طبرستان و رستمدار است که از دو بخش غربی و شرقی تشکیل شده و به مرکزیت سرداب‌رود از هم جدا می‌شوند. بخش کلارستاق شرقی تا رود چالوس و کلارستاق غربی تا رود پلنگاب‌رود که به ترتیب کلارستاق را از بخش‌های کجور و لنگا جدا می‌کنند، امتداد دارد.
کلارستاق از جنوب توسط ارتفاعات تخت سلیمان و کندوان در کوه‌های البرز مرکزی از طالقان جدا می‌شود.
کلارستاق از چهار دهستان تشکیل می‌شود؛
بخش جلگه‌ای کلارستاق در کنار خط ساحلی شامل چالوس و هچی‌رود، دهستان بیرون بشم در کنار دره چالوس در مرکز منطقه، دهستان کوهستان در جنوب و کلاردشت در غرب تا جنوب غربی که مجموعاً شامل ۱۲۰ سکونتگاه می‌شوند.
از میان اینها کلاردشت به خاطر آب و هوای خوب و خنک ییلاقی‌اش در تابستان مشهور است که باعث جذب بخش‌های قشلاقی و دیگر مناطق به خود می‌شود. رود اصلی کلاردشت سرداب‌رود است که از قله حصارچال سرازیر شده و به سوی شمال شرقی جریان می‌یابد و حوضهٔ کلاردشت و سپس شالیزارهای دشت‌های قشلاق را آبیاری کرده و سپس در روستای سرداب‌رود به دریای مازندران می‌ریزد. در بخش غربی کلارستاق، نمکاب‌رود قرار دارد که پلنگاب‌رود و اسپی‌رود نیز به آن می‌ریزد.
مرکز اداری بخش شمالی کلارستاق شهر چالوس، مرکز بیرون بشم و کوهستان مرزن آباد، و مرکز کلاردشت حسن‌کیف است.

## وجه تسمیه
واژه طبری کِلا رِستاق (به انگلیسی: kelārestāq)، معادل فارسی کِلا روستا (به معنی: روستای قلعه) می‌باشد. کلارستاق نام ناحیتی در طبرستان و رستمدار است که از رود نمکاب‌رود در غرب تا رود چالوس در شرق که به ترتیب آن را از بخش‌های لنگا و کجور جدا می‌کنند، امتداد دارد. نخستین بار در قرن هشتم اولیاءالله آملی در کتاب تاریخ رویان نام کلارستاق را به عنوان ناحیتی آباد در رستمدار طبرستان ثبت نموده‌است که تحت حاکمیت نصیرالدوله شهریار حاکم رستمدار بوده است. نصیرالدوله شهریار با لشکرکشی به گیلان، گرجیان، دیلمان و اشکور، موجب آبادانی رستمدار شد و تا تیمجان رودسر در قلمرو او بود.
واژه کِلار (kelār) دگرگون گشته واژه کَلاک (kalāk) و کَلات (kalāt) در مفهوم قلعه است که در زبان مازندرانی بصورت کِلا (kelā)، کَلا (kalā) و کُلا (kolā)، و در زبان گیلکی و زبان تاتی کلایه (kalaye) تلفظ می شود و در مفهوم دژ و آبادی مجهز به جایگاه دفاعی می باشد. این واژگان در نام بیشتر روستاهای مازندران از رامسر تا گرگان، روستاهایی در شرق گیلان و در قسمت های شمالی قزوین شامل الموت دیده می‌شود.

## روستاها و مناطق کلارستاق
روستای  دلیر و الیت و  میچکار  واسپول، نورسر، مسده، کیاکلا، اهنگرکلا، اورنگ، دوجمان، زوات، کلگیرزمینک، دزماکوتی، برار، آغوز داربن، مچر، نوکرس، پولادکوه، چهارباغ، پولادکوه سر، علی‌آباد (دورچال)، گیجان و انگوران، روستای فشکور، ناطر، طویر، مرادچال، دزدبن و… از مناطق کلارستاق می‌باشد.

## جمعیت و سرشماری
بر اساس سرشماری سال ۱۳۸۵ دارای ۲۴۵۳۰ نفر جمعیت (۶۴۳۳ خانوار) است. مردم کلارستاق به زبان مازندرانی و گویش طبری کلارستاقی تکلم می‌کنند.

## جاذبه‌های طبیعی

### جنگل کلارستاق
جنگل کلارستاق در شهرستان چالوس و در جاده چنس در واقع شده است. جنگل کلارستاق از محله مازوپشته در شرق شروع شده و تا محله یالبندان در غرب ادامه دارد.

### رود کلارستاق
رود کلارستاق به عمق متغیر ۰٫۵ الی ۲ متر متغیر انشعابی از رود سرداب است. آبادی‌های مسیر این رودخانه عبارتند از: اوجاکله – هرطه‌کلا و نورسر.